# هیداکی ماتسورا
هیداکی ماتسورا (انگلیسی: Hideaki Matsuura؛ زادهٔ ۲۵ ژوئن ۱۹۸۱) بازیکن فوتبال اهل ژاپن است.